# Кислята
Кислята — деревня в Верхнеландеховском районе Ивановской области. Входит в состав Верхнеландеховского городского поселения.

## География
Находится в восточной части Ивановской области на расстоянии приблизительно 4 км на восток по прямой от районного центра поселка Верхний Ландех.

## История
Деревня отмечалась уже на карте 1850 года. В 1859 году здесь (тогда в составе Гороховецкого уезда Владимирской губернии) было учтено 17 дворов.

## Население
Постоянное население составляло 94 человека (1859 год), 35 в 2002 году (русские 100 %), 27 в 2010.